# Blattodea
Blattodea theo phân loại hiện nay là một bộ bao gồm các loài gián và mối. Trước đây, mối được đặt vào bộ riêng, Isoptera, nhưng nghiên cứu di truyền cho thấy giữa chúng có mối quan hệ gần gũi, cả gián và mối tiến hóa từ một tổ tiên chung. Blattodea và bọ ngựa (bộ Mantodea) nay được đặt trong siêu bộ Dictyoptera. Có chừng 4.400 loài gián trong 500 chi, và khoảng 3.000 loài mối trong 300 chi.

## Các họ
- (Gián)
  - Blaberidae
  - Blattellidae
  - Blattidae
  - Cryptocercidae
  - Polyphagidae
  - Nocticolidae
  - Tryonicidae
  - Lamproblattidae
- (Mối)
  - Cratomastotermitidae
  - Mastotermitidae
  - Termopsidae
  - Archotermopsidae
  - Hodotermitidae
  - Stolotermitidae
  - Kalotermitidae
  - Archeorhinotermitidae
  - Stylotermitidae
  - Rhinotermitidae
  - Serritermitidae
  - Termitidae